# Podzemní vládní kryt na Klárově

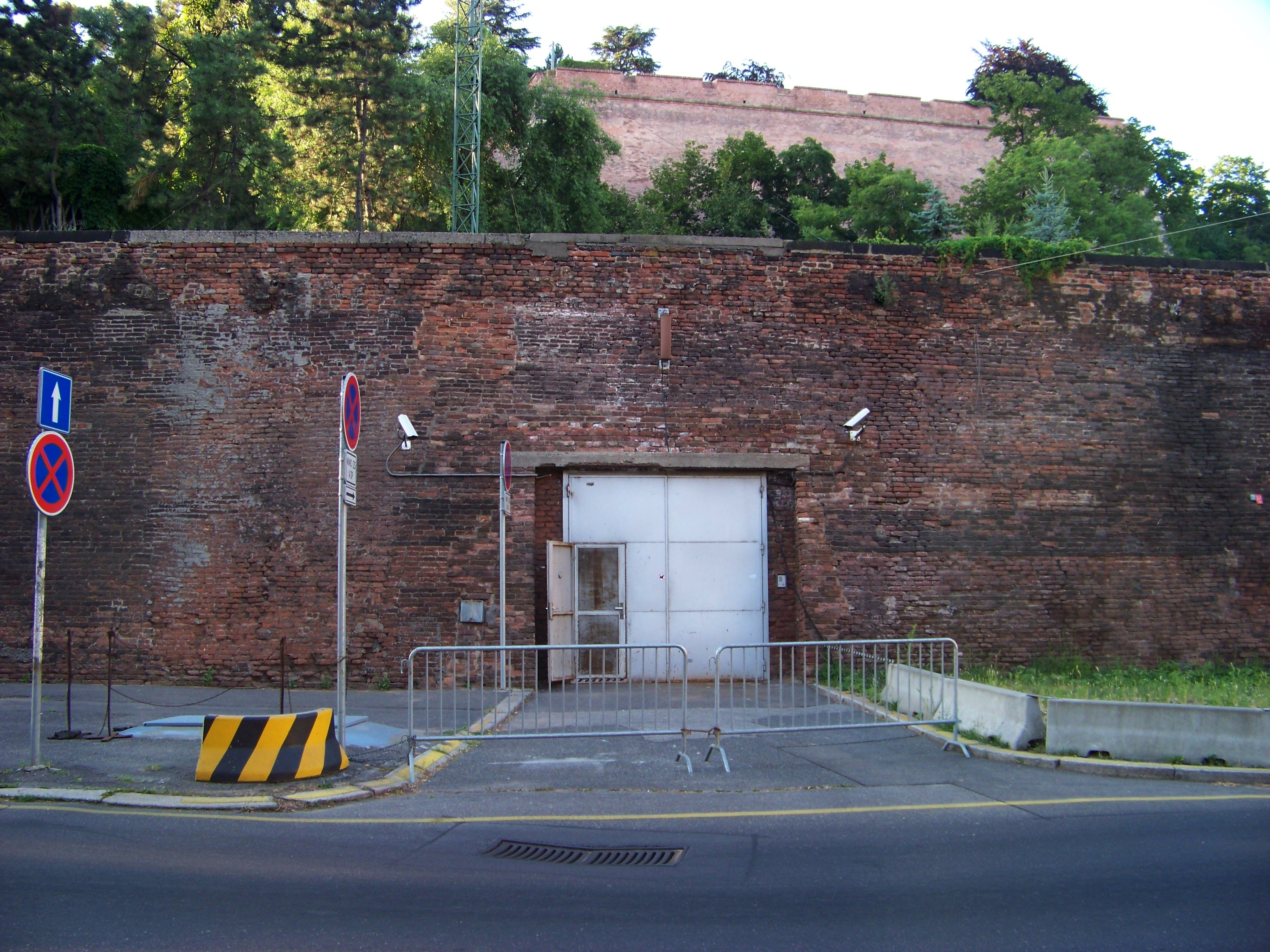
Vstup do podzemního objektu v barokních hradbách naproti Strakově akademii

Podzemní objekt na Klárově v Praze je technické centrum TC1 ochranného systému metra sloužícího civilní obraně. Stavba propojená s nedalekou linkou A metra leží na úpatí letenského svahu při nábřeží Edvarda Beneše na hranici Hradčan, Malé Strany a Holešovic. Objekt z padesátých let 20. století podléhal utajení a je označován jako vládní kryt K-111 a za první (nezprovozněnou) stanici Klárov pražského metra.

## Historie stavby

### Ideový záměr
Poprvé se stanice objevuje na projektu metra z roku 1941, přičemž autorem návrhu bylo Konsorcium stavebních firem. Tato stanice měla stát nedaleko místa dnešní stanice Malostranská, k její realizaci však nikdy nedošlo.  Objekt je označován jako první stanice v dějinách pražského metra, ale dosud se nepodařilo objasnit, zda byl původně skutečně zamýšlen k tomuto účelu, nebo zda šlo jen o taktiku k utajení podzemního krytu.

### Výstavba
K výstavbě podzemního objektu na Klárově došlo v období od 7. září 1952 do 1. června 1960, v této době byla v úseku mezi Klárovem a Čechovým mostem odkloněna veškerá hromadná doprava, která jej objížděla přes Letnou. Vstup do „vestibulu stanice“ se nachází v ulici U Bruských kasáren v těsné blízkosti Strakovy akademie. Stanice byla postavena v podobě dvou navazujících eskalátorových tunelů ústících do jednolodní klenuté stanice s výškou 11,5 metru, vnitřní šířkou 19,5 metru a nástupištěm v hloubce přibližně 52 metrů. Jejím zamýšleným účelem bylo chráněné pracoviště pro předsednictvo československé vlády a ÚV KSČ. Budování probíhalo skrytě jako součást stavby Stalinova pomníku na Letné. Celková hodnota projektu byla 82 milionů Kčs.

### Pozdější osud a současnost
V 70. letech 20. století objekt získal od ministerstva vnitra do správy pražský dopravní podnik, v jeho blízkosti byla v roce 1978 zprovozněna linka A pražského metra. V 70. a 80. letech sloužil objekt potřebám civilní obrany. Až do povodní v roce 2002 zůstal veřejnosti utajen, dnes slouží jako technické centrum ZTC1 Dopravního podniku hl. m. Prahy.
Výzkumem okolo objektu se zabývá Pavel Fojtík z archivu dopravního podniku. Výzkum však ztěžuje fakt, že řada informací se nacházela ve spisech označených jako tajné; utajení skončilo teprve v roce 2012. Zjištěné informace zveřejnil v knize Fakta a legendy o pražské městské hromadné dopravě. O stanici se zmiňuje také architekt Evžen Kyllar ve své knize Praha a metro, kde o ní uvádí, že „…mohla být součástí této trati (trasy A), kdyby se nestala krytem pro exponenty bývalého režimu.“